# Spore (computerspil)
 For alternative betydninger, se Spore. (Se også artikler, som begynder med Spore)
Spore er et computerspil, udviklet af Will Wright, skaberen af spil som SimCity og The Sims. Begge regnes som store succeser på det globale spillermarked. Spillets plot er at udvikle sig fra encellet organisme til galaksens største imperium. Spore er inspireret af en række ældre spil, hvor spilleren skal skabe egne planeter, byer, dyr, fartøjer osv.
Spillet er singleplayer, men der deles automatisk væsner, fartøjer og bygninger med andre spillere, som enten er skabt af Maxis eller andre spillere.
Spore er også det spil, der var blevet piratkopieret flest gange, skylden blev lagt på SecuROM  (2008)

## Spillets forløb
Spore er opdelt i stadier, og indledes med en meteor der rammer en planet. Fra meteoren kryber spillerens væsen ud, og plottet begynder. I slutningen af hvert stadie vil spilleren, afhængig af sin opførsel, modtage enten et rødt, et grønt eller et blåt kort. Disse kort har stor indfyldelse på væsnets udvikling, giver forskellige bonusevner i løbet af spillet og bestemmer ultimativt hvilken filosofi væsnerne begynder med i Rumstadiet.
- 1. Cellefasen: I dette stadie er væsenet blot en encellet organisme der svømmer rundt i Ursuppen. Verdenen er i 2D og inspireret af Pacman. Spilleren skal styre sit væsen rundt og spise mindre celler og/eller planteceller (alt efter om man har valgt at blive kødæder, planteæder eller altædende), imens de større celler skal undgås. Efterhånden som væsenet spiser, vokser det sig større, og man modtager DNA-point. Disse point kan bruges til at ændre cellens udformning, f.eks. ved at give den hale (højere bevægelseshastighed), eller ved at give den pigge for at forøge dens angrebsstyrke.

- 2. Væsenfasen: Væsenet er nu efter flere generationer rykket op på land. Heroppe er det en hårdere kamp at overleve. Spilleren skal enten alliere sig med andre arter, eller udrydde de andre for at komme videre til næste stadie. Man får DNA-point på dette stadie når man har gjort én af de to ting. Spilleren kan i dette stadie bruge sine DNA-points til at ændre fysisk på sit væsen, som i Cellestadiet; eneste forskel er 3D-formatet og at det ikke hjælper at have flere ting der gør det samme. Til gengæld er der mange flere dele til væsenet at vælge imellem, men de fleste skal man finde først i spilleverdenen. Væsenets hjerne udvikler sig automatisk hver gang man tjener DNA-point, så den til sidst opnår sapience. Herefter spillet rykker videre til Stammestadiet

- 3. Stammefasen: I dette stadie styrer spilleren ikke længere sit eget væsen, men får tværtimod sin egen stamme, en hytte at sove i, et bål at danse om, et blad at ligge mad på og plads til seks værktøjsbygninger. Spillets valuta ændrer sig nu fra DNA-point til "mad", som skaffes ved at jage, plukke frugter eller holde andre væsener som husdyr (hvor man kan få æg). Den optjente mad kan bruges på værktøj, der igen kan bruges til at gøre fremtidige kampe nemmere, eller overbevise andre stammer om at gå ind i en alliance. Giver spilleren f.eks. sin stamme spyd, kan de angribe fra en afstand, og giver man instrumenter, spiller de på dem og får på den måde en bestemt rivaliserende stamme til bedre at kunne lide een. Når éns stamme enten har allieret sig med og/eller dræbt de øvrige stammer, bevæger spillet sig videre til Civilisationsstadiet.

- 4. Civilisationfasen: På dette stadie (til en vis grad inspireret af Civilization-spillene) styrer spilleren én til flere byer. Det overordnede mål er at overtage alle andre byer på planeten. Spilleren kan vælge at udslette dem med militær magt, ved mere indirekte metoder som "propaganda", eller ved at købe de andre spillere ud (alt efter hvordan man har klaret sig i Stammestadiet). Stadiets valuta, "Spice/Sporebucks" (eller "krydderi" på dansk – en reference til Dune-universet) får man ved at overtage geysere, tilfældigt placeret rundt på planeten, ved at placere fabrikker i byerne eller ved handel med andre byer.

- 5. Rumalderfasen: Rumalderfasen begynder når spilleren får mulighed for at bygge en "rumfærge". Med rumfærgen kan spilleren frit udforske galaksen, besøge planeter og møde andre væsner, samt manipulere med omgivelserne. Rumfærgen har blandt andet værktøjer der kan forårsage global opvarmning eller nedkøling, ændre planeternes udformning eller (i stil med Dødsstjernen fra Stjernekrigen) udrydde en planet. Spilleren kan ligeledes kommunikere med planeternes væsner, imponere dem eller bortføre dem og flytte dem til andre planeter. Samtidig er der også mulighed for at placere en "monolit" der fremprovokerer udvikling af intelligent liv (en parallel til Rumrejsen år 2001). Rumstadiet er endeløst og kan sammenlignes med et sandkassespil, men det betyder ikke at det er enkelt. Dette stadie kan virke svært for begyndere, eftersom der næsten konstant opstår biologiske katastrofer i form af sygdomme på væsener, eller fordi man hyppigt udsættes for pirater, der vil stjæle krydderier fra ens kolonier eller prøve at udslette dem. Derudover findes også andre racer, som er nået til rumalderfasen (nogle mere aggressive end andre). Disse skal man enten alliere sig med, opkøbe eller udslette.

Det "endelige mål" i spillet er at finde ud af, hvad der er i midten af galaksen, men her slutter spillet ikke. Når man har været i galaksens centrum, fortsætter spillet præcis som før (i rumalderfasen), den eneste forskel er at man får tildelt en speciel gave (en maskine der kan gøre en gold planet fuldt beboelig og fyldt med krydderigejser 42 gange), der måske kan hjælpe en. I princippet kan man fortsætte spillet uendeligt. I starten får man missioner på sin hjemplanet som for eksempel at hente dyrearter, udslette syge dyr eller styre gennem ringe. Efter det kan man flyve ud i solsystemet, og senere resten af galaksen.

## Påskeæg
- Hvis man i spillets hovedmenu drejer galakseskærmen meget hurtigt rundt, kan man se et billede af Wrill Wrights hoved svæve
- I spillet er der en kaptajn på et rumskib, der også er på forsiden til coveret til Sim City 2000
- Når væsnerne taler sammen, bruger de talebobler. Indimellem kan man se en tegning af Wrill Wright og en The Sims 2-diamant i taleboblerne
- Når man handler med et imperium kan man i baggrunden høre temamusikken til M.U.L.E.
- Du kan få til opgave at afhente nogle lamagenstande
- I Spore Galactic Adventures er der en sang kaldet "Pump -U -Up", som faktisk er et soundtrack fra The Sims Superstar i Studio Town
- I et eventyr man skal downloade fra sporesiden, er der bl.a en kopi af Det Hvide Hus og et af rumskib ved navn "Barack Obama". Eventyret handler om at underskrive en lov i et senat, hvor ting som bl.a. oppositionen, Repræsentanternes Hus og lobbyister optræder.
- I Rumalderfasen kan du finde jorden og resten af vores sol system.

## Spilserien
Spore-spil/-programmer/-ekstrapakker (også under udvikling)
- Creature Creator
- Spore Creature Keeper
- Spore Creatures
- Spore Creepy & Cute
- Spore Galactic Adventures
- Spore Galactic Edition
- Spore Hero
- Spore Hero Arena
- Spore Origins
- Spore 2D Creature Creator online program til at lave sit eget spore væsen billede over internettet i 2D.
- Spore Islands
- Spore TBA
- Spore Bot Parts Pack
- TBA
- Spore project

## Film
Den 1. oktober 2009 meddelte Electronic Arts, 20th Century Fox og American International Group udviklingen af en Spore-film. Filmen vil være en animeret film, produceret af Blue Sky, der producerede Ice Age-filmene.

## Merchandise
På spillets hjemmeside kan man bestille fremtidige udvidelsespakker, lave sin egen Spore-T-shirt med billeder af spore-væsner og logo. Desuden tilbydes 32 mm badges på samme måde, samt krus, kasketter og forklæder.